# Пархоменко, Дмитрий Викторович
Дмитрий Викторович Пархоменко (укр. Дмитро Вікторович Пархоменко; род. 24 октября 1978, Одесса) — украинский футболист, игравший на позиции защитника; тренер.

## Игровая карьера
Воспитанник одесского футбола. Начинал играть в СДЮСШОР «Черноморец». Первые тренеры — Сергей Малюта, Тамаз Элисашвили. Учился в Киевском спортинтернате. Первые шаги во взрослом футболе делал в тернопольской «Ниве», а дебютировал на профессиональном уровне в одесском «Динамо-Флэш» в сезоне-1995/96. Как и старший брат Андрей, за свою продолжительную и насыщенную игровую карьеру сменил не один профессиональный клуб, а в 1999 году даже пробовал свои силы в тренировочном лагере киевского «Динамо» под руководством Валерия Лобановского. Во время выступлений в тираспольком «Шерифе» становился чемпионом, призёром, обладателем Кубка Молдавии и участником евпропейских клубных турниров.

## Достижения
- Двукратный чемпион Молдавии: 2000/2001, 2001/2002
- Обладатель Кубка Молдавии: 2000/2001
- Двукратный чемпион Украины среди любителей: 2015, 2016
- Финалист Кубка Украины среди любителей: 2015